# Jardín de los Reyes Caudillos (conjunto escultórico)
El conjunto escultórico del jardín de los Reyes Caudillos, ubicado en la calle Águila, justo frente a la Plaza de Alfonso II el Casto, en la ciudad de Oviedo, Principado de Asturias, España, es una de las más de un centenar de esculturas urbanas que adornan las calles de la mencionada ciudad española.
El paisaje urbano de esta ciudad se ve adornado por obras escultóricas, generalmente monumentos conmemorativos dedicados a personajes de especial relevancia en un primer momento, y más puramente artísticas desde finales del siglo XX.
Se trata de un conjunto de esculturas, hechas en piedra, obra de Gerardo Zaragoza, Víctor Hevia  y Manuel Álvarez Laviada, y están datadas en 1942.
Las esculturas se inauguraron coincidiendo con los eventos organizados en la conmemoración del Milenario de la Cámara Santa de Oviedo. Se ubica en el costado norte de la Catedral de Oviedo. La obra ajardinada representa en su interior las figuras de los doce Reyes de Asturias, que recorren la historia del Principado, desde Pelayo a Alfonso III. Los tres primeros, Pelayo, Favila y Alfonso I, se representan  en un mural, y son  obra de Gerardo Zaragoza, quien también realizó las estatuas de  Fruela I y Ramiro I y los bustos de Aurelio, Silo, Mauregato, Bermudo I y Ordoño I. Obra de Manuel Álvarez Laviada  es la estatua de Alfonso III , mientras  que  la de Alfonso II, que se encuentra ya fuera del recinto del jardín, es obra de Víctor Hevia Granda.